# Dolichosciara orcina
Dolichosciara orcina är en tvåvingeart som först beskrevs av Risto Kalevi Tuomikoski 1960.  Dolichosciara orcina ingår i släktet Dolichosciara, och familjen sorgmyggor. Arten är reproducerande i Sverige.